# Лайкенс (Пенсільванія)
Лайкенс (англ. Lykens) — місто (англ. borough) в США, в окрузі Дофін штату Пенсільванія. Населення — 1873 особи (2020).

## Географія
Лайкенс розташований за координатами 40°33′51″ пн. ш. 76°41′54″ зх. д. / 40.56417° пн. ш. 76.69833° зх. д. (40.564110, -76.698380).  За даними Бюро перепису населення США в 2010 році місто мало площу 3,16 км², уся площа — суходіл.

## Демографія
Згідно з переписом 2010 року, у селищі мешкало 1779 осіб у 774 домогосподарствах у складі 485 родин. Густота населення становила 563 особи/км².  Було 921 помешкання (292/км²).
Расовий склад населення:
| - 96,6 % — білих - 1,1 % — азіатів - 0,1 % — чорних або афроамериканців - 1,1 % — осіб інших рас |

До двох чи більше рас належало 1,0 %. Частка іспаномовних становила 2,2 % від усіх жителів.
За віковим діапазоном населення розподілялося таким чином: 21,2 % — особи молодші 18 років, 59,4 % — особи у віці 18—64 років, 19,4 % — особи у віці 65 років та старші. Медіана віку мешканця становила 43,0 року. На 100 осіб жіночої статі у селищі припадало 97,9 чоловіків;  на 100 жінок у віці від 18 років та старших — 94,5 чоловіків також старших 18 років.
Середній дохід на одне домашнє господарство  становив 47 138 доларів США (медіана — 38 750), а середній дохід на одну сім'ю — 55 395 доларів (медіана — 46 094). Медіана доходів становила 40 833 долари для чоловіків та 31 250 доларів для жінок. За межею бідності перебувало 22,2 % осіб, у тому числі 36,1 % дітей у віці до 18 років та 11,1 % осіб у віці 65 років та старших.
Цивільне працевлаштоване населення становило 733 особи. Основні галузі зайнятості: виробництво — 23,2 %, освіта, охорона здоров'я та соціальна допомога — 17,3 %, публічна адміністрація — 11,3 %, транспорт — 10,0 %.